# Bayandi-Tanguin
Ne doit pas être confondu avec Bayandi-Nabyiri ou Bayandi-Palogo.
Bayandi-Tanguin est une localité située dans le département de Ramongo de la province du Boulkiemdé dans la région Centre-Ouest au Burkina Faso.

## Santé et éducation
Le village possède une école primaire publique.